# Vaccinium malacothrix
Vaccinium malacothrix är en ljungväxtart som beskrevs av Herman Otto Sleumer. Vaccinium malacothrix ingår i Blåbärssläktet, och familjen ljungväxter. Inga underarter finns listade i Catalogue of Life.